# 贝姬·穆迪
贝姬·穆迪（英語：Becky Moody，1980年3月16日—），生于北爱尔兰，英国女子马术运动员，主攻盛装舞步，她曾联同队友获得2024年夏季奥林匹克运动会团体盛装舞步赛项目铜牌。